# Liste der Gestalten der griechischen Mythologie/T
Die Liste der Gestalten der griechischen Mythologie enthält Gestalten der griechischen Mythologie.
Aufgenommen werden alle durch literarische oder inschriftliche Zeugnisse namentlich bekannten Gestalten. Dazu zählen etwa Götter, Halbgötter, Mischwesen oder Ungeheuer, wie auch im Mythos erscheinende menschliche Figuren oder Tiere. Ebenfalls aufgenommen werden Beinamen, alternative Namen und Gruppennamen.

## Legende
- Name: Deutsche Umschrift des Namens ohne Akzente oder Längenzeichen. Namen, deren traditionellen Umschriften mit Umlaut gebildet werden oder mit einem U beginnen, werden hier ohne Umlaut und mit der Umschrift Ou aufgeführt. So ist z. B. Ödipus unter Oidipus oder Uranos unter Ouranos zu finden.
- griechisch: Altgriechische Schreibung des Namens.
- Beschreibung: Enthält eine knappe Beschreibung der Gestalt, in der sie soweit möglich eingeordnet wird (Gott, Nymphe, Satyr, Sohn oder Tochter von…).
- Nachweise: Die ausführlichen Nachweise stehen im jeweiligen Artikel und nicht in dieser Liste.

Siehe auch die allgemeinen Hinweise zur Liste der Gestalten der griechischen Mythologie.

## Liste
| Name                | griechisch          | Beschreibung | Nachweise                                                        |
| ------------------- | ------------------- | --- | ---------------------------------------------------------------- |
| Talaos              | Ταλαός              | König von Argos, Sohn von Bias und Pero, ein Argonaut, Vater des Adrastos                                          | Roscher 5,15. Pausanias 2,21,2.                                  |
| Talos               | Τάλος, Τάλων, Ταλῶς | Riese aus Eisen, der Kreta bewacht, von Medea betört, die Unsterblichkeit versprach                                | Roscher 5,22-35 (1). Zenobios 5,85.                              |
| Talthybios          | Ταλθύβιος           | Herold des Agamemnon, der im Auftrag dem Achilleus die Briseis wegnimmt                                            | Roscher 5,37-42. Homer: Ilias 1,320.                             |
| Tantaliden          |                     | Familie des Tantalos mit Agamemnon, Iphigenie, Orestes, und dem Tantalidenfluch                                    | Roscher 5,74. Ovid: Feste 2,627.                                 |
| Tantalos            | Τάνταλος            | mit den Göttern befreundet, dann verfeindet, im Tartaros mit Hunger gequält                                        | Roscher 5,75-85 (1). Pindar: Olympia 1,58.                       |
| Taphios             | Τάφιος              | Sohn von Poseidon und Hippothoe, kämpfte gegen König Elektryon von Mykene                                          | Roscher 5,86. Bibliotheke des Apollodor 2,4,5,2.                 |
| Taphos              | Τάφος               | König der Insel Taphos, Stammvater der Tapher, Vater des Pterelaos                                                 | Roscher 5,86. Scholion, Apollonios Rhodos 1,747.                 |
| Taras               | Τάρας               | Sohn von Poseidon und Nymphe Satyria, gründet Tarent, auf Münzen mit Delphin                                       | Roscher 5,91-96. Pausanias 10,10,8.                              |
| Taraxippos          | Ταράξιππος          | Dämon für die Gefahr, dass Pferde auf der Rennbahn durchgehen                                                      | Roscher 5,97-100. Pausanias 6,20,15.                             |
| Targitaos           | Ταργιτάος           | Sohn des Zeus, Ahnherr der Skythen, Vater von Lipoxais, Arpoxais und Kolaxes                                       | Roscher 5,110. Herodot: Historien 4,5.                           |
| Tartaros            | Τάρταρος            | Gott der Unterwelt, unter dem Hades, Bruder von Gaia, Eros, Erebos, Nyx                                            | Roscher 5,121-128. Homer: Ilias 8,13.                            |
| Taygete             | Ταϋγέτη             | Plejade, Tochter von Atlas und Pleione, mit Zeus Mutter des Lakedaimon                                             | Roscher 5,154. Scholion, Pindar: Nemeen 2,16.                    |
| Tebros              | Τέβρος              | Sohn des Hippokoon aus Amyklai, vertreibt Tyndareos, von Herakles getötet                                          | Roscher 5,155. Bibliotheke des Apollodor 3,124.                  |
| Tegeates            | Τεγεάτης            | Sohn des Lykaon, eponymer Gründer der von Tegea, Gatte der Maira                                                   | Roscher 5,176. Pausanias 8,3,4.                                  |
| Tegyrios            | Τεγύριος            | König der Thraker, nimmt verbannten Eumolpos auf, der ihn vom Thron stürzen will                                   | Roscher 5,177. Bibliotheke des Apollodor 3,202.                  |
| Teiresias           | Τειρεσίας           | blinder Prophet und Seher, Sohn von Eueres und Nymphe Chariklo, Vater der Manto                                    | Roscher 5,178-207. Zenobios 1,30.                                |
| Teisamenos          | Τεισαμενός          | König von Theben, Sohn von Thersandros und Demonassa, Vater des Autesion                                           |                                                                  |
| Tekmessa            | Τέκμησσα            | Tochter des Königs Teleutas in Phrygien, von Aias geraubt, Mutter des Eurysakes                                    | Roscher 5,211-213 (1). Quintus von Smyrna: Posthom 5,21.         |
| Tekmessa            | Τέκμησσα            | Amazone, von Herakles getötet                                                                                      | Roscher 5,213 (2). Diodor 4,16,3.                                |
| Tektamos            | Τέκταμος, Τεύταμος  | Sohn des Doros, Herrscher in Kreta, auch Tektaphos, Teutamos, Vater von Asterios                                   | Roscher 5,213. Diodor 4,60.                                      |
| Tektaphos           | Τέκταφος            | das ist Tektamos, kretischer Herrscher                                                                             |                                                                  |
| Tektaphos           | Τέκταφος            | Sohn des Doros, siedelt Aioler und Pelasger nach Kreta um                                                          | Roscher 5,214 (1).                                               |
| Tektaphos           | Τέκταφος            | indischer Fürst, von König Deriades gefangen, Vater der Eerie, die ihn rettet                                      | Roscher 5,214 (2). Nonnos: Dionysiaka 26,101.                    |
| Tektaphos           | Τέκταφος            | Lapithe, ein Olenides                                                                                              | Roscher 5,215 (3). Ovid: Metamorphosen 12,433.                   |
| Telamon             | Τελαμών             | König von Salamis, Sohn von Aiakos, ein Argonaut, Vater des Großen Ajax                                            | Roscher 5,215-235. Homer: Ilias 11,465.                          |
| Telchin             | Τελχίν              | König von Sikyon, Sohn des Europs, Vater des Apis, tötet den Sohn des Phoroneus                                    | Pausanias 2,5,6.                                                 |
| Teleboai            | Τηλεβόαι            | Teleboer, Einwohner der Taphischen Inseln                                                                          | Pape-Benseler S. 1515.                                           |
| Teleboas            | Τηλεβόας            | Fluss in Armenien, Nähe Tigrisquelle                                                                               | Roscher 5,247. Xenophon, Anabasis 4, 4, 3.                       |
| Teleboas            | Τηλεβόας            | Kentaur, wird in der Kentauromachie von Nestor getötet                                                             | Roscher 5,247. Ovid, Metamorphosen 12, 441.                      |
| Teleboas            | Τηλεβόας            | Sohn des arkadischen Königs Lykaon, vielleicht identisch mit dem nächsten Teleboas (Sohn oder Vater des Pterelaos) | Roscher 5,247. Apollodor, Bibliothek 3, 8, 1.                    |
| Teleboas            | Τηλεβόας            | Sohn oder Vater des Pterelaos, vielleicht identisch mit dem vorigen Teleboas (Sohn des Lykaon)                     | Roscher 5,247. Apollonius Rhodius, Argonautika 1, 747            |
| Teleboïs            | Τηλεβοΐς            | Landschaft in Akarnanien                                                                                           | Pape-Benseler S. 1516. Stephanos von Byzanz, sub voce.           |
| Telegone            | Τηλεγόνη            | Tochter des Pharis in Messenien, von Alpheios Mutter des Orsilochos                                                | Roscher 5,248. Pausanias 4,30,2.                                 |
| Telegonos           | Τηλέγονος           | Sohn von Odysseus und Kirke, der den Vater tötet und zu Kirke bringt                                               | Roscher 5,248-254. Tzetzes: Chiliades 5,566.                     |
| Teleklos            | Τήλεκλος            | König von Sparta, Sohn des Archelaos, Vater des Alkamenes, „der Weitbekannte“                                      | Pausanias 3,2,6.                                                 |
| Telemachos          | Τηλέμαχος           | Sohn von Odysseus und Penelope, „Kämpfer in der Ferne“, hilft dem Vater                                            | Roscher 5,260-273. Homer: Odyssee 4,112.                         |
| Telemos             | Τήλεμος             | Kyklop und Seher, der Polyphem vor Odysseus warnt, aber verlacht wird                                              | Roscher 5,273 (1). Ovid: Metamorphosen 13,771.                   |
| Telephassa          | Τηλέφασσα           | Gattin des phönizischen Königs Agenor, Mutter von Europa und Kadmos                                                | Roscher 5,273. Bibliotheke des Apollodor 3,2.                    |
| Telephe             | Τηλέφη              | siehe Telephassa, Gattin des Königs Agenor                                                                         | Roscher 5,274. Etymologicum magnum 219,46.                       |
| Telephos            | Τήλεφος             | Sohn von Herakles und Auge, vom Speer Achilleus’ verwundet und geheilt                                             | Roscher 5,274-308. Griechische Anthologie 3,2,3.                 |
| Telesphoros         | Τελεσφόρος          | Heilgottheit, mit Asklepios und Hygieia eine Triade (Dreiheit), „der Vollender“                                    | Roscher 5,309-326. Pausanias 2,11,7.                             |
| Telestas            | Τελέστας            | Sohn des Priamos mit einer Nebenfrau, von Diomedes getötet vor der Mauer Trojas                                    | Roscher 5,326. Dictys Cretensis 4,7.                             |
| Telestes            | Τελέστης            | König von Korinth, ein Herakleide, seine Herrschaft beginnt und endet mit Mord                                     | Roscher 5,326.                                                   |
| Telestes            | Τελέστης            | siehe Telestas, Sohn des Priamos                                                                                   |                                                                  |
| Telphusa            | Τέλφουσα            | das ist Thelpusa, eine Najade                                                                                      | Roscher 5,349 (2). Stephanos von Byzanz sv.                      |
| Temenos             | Τέμενος             | König von Argos, Sohn des Aristomachos, Bruder von Kresphontes, Aristodemos                                        | Roscher 5,355-359 (3). Thukydides 2,99,3.                        |
| Tenes               | Τέννης              | eponymer Heros der Insel Tenedos, Bruder der Hemithea, von Achilleus getötet                                       | Roscher 5,363-365. FHG: Fragmenta 2,157,170.                     |
| Tereine             | Τερεΐνη             | Najade aus Thrakien, Tochter des Strymon, Mutter der Thrassa                                                       | Roscher 5,370. Antoninus Liberalis 21.                           |
| Tereus              | Τηρεύς              | König der Thraker, Sohn des Ares, mit Prokne Vater des Itys, verschleppt Philomela                                 | Roscher 5,371-376. Hyginus: Fabulae 45.                          |
| Terpsichore         | Τερψιχόρη           | Muse für Chorlyrik und Tanz, Tochter der Mnemosyne, die Reigenfrohe, Tanzfreudige                                  | Roscher 5,388-390. Hesiod: Theogonie 78.                         |
| Tethys              | Τηθύς               | Titanin, Meeresgöttin, Tochter von Uranos und Gaia, Gattin des Bruders Okeanos                                     | Roscher 5,394-398 (1). Hesiod: Fragment 260.                     |
| Teukros             | Τεῦκρος             | erster König von Troja, Sohn des Flussgottes Skamandros, Vater der Bateia                                          | Roscher 5,403-407 (1).                                           |
| Teukros             | Τεῦκρος             | Sohn des Königs Telamon, Halbbruder des Großen Ajax, Bogenschütze aus Salamis                                      | Roscher 5,407-414 (2). Homer: Ilias 13,170.                      |
| Teumessischer Fuchs | ἀλώπηξ Τευμησσία    | riesiger Fuchs als Strafe der Götter, die Thebaner opfern monatlich einen Knaben                                   | Roscher 5,429-435. Antoninus Liberalis 41.                       |
| Teutamos            | Τεύταμος            | siehe Tektamos, kretischer Herrscher                                                                               | Roscher 5,436 (2).                                               |
| Teuthras            | Τεύθρας             | Herrscher von Mysien, Gatte der Auge, erzieht Telephos, tötet heiligen Eber                                        | Roscher 5,438-440 (1). Bibliotheke des Apollodor 2,147.          |
| Teuthras            | Τεύθρας, Τελεύτας   | König von Phrygien, Vater der Tekmessa, von Aias getötet                                                           | Roscher 5,440 (2). Dictys Cretensis 2,18.                        |
| Teuthras            | Τεύθρας             | kämpft gegen Troja, von Hektor getötet                                                                             | Roscher 5,440 (3). Homer: Ilias 5,705.                           |
| Teuthras            | Τεύθρας             | Sohn des Agamemnon                                                                                                 | Roscher 5,440 (4). Scholion, Ilias 5,705.                        |
| Teuthras            | Τεύθρας             | Sohn des Pandion, Vater des Thespios                                                                               | Roscher 5,440 (5). Stephanos von Byzanz sv Θέσπεια.              |
| Teuthras            | Τεύθρας             | Oikistes von Teuthrone in Lakonien                                                                                 | Roscher 5,440 (6). Pausanias 3,25,4.                             |
| Teuthras            | Τεύθρας             | Vater der Eurygone                                                                                                 | Roscher 5,440 (7). Bibliotheke des Apollodor 3,55.               |
| Teuthras            | Τεύθρας             | Vater des Axylos                                                                                                   | Roscher 5,440 (8).                                               |
| Teuthras            | Τεύθρας             | kämpft für Troja im Heer des Aeneas                                                                                | Roscher 5,440 (9). Vergil: Aeneis 10,402.                        |
| Thalassa            | Θάλασσα             | Göttin des inneren Mittelmeers, Tochter von Aither und Hemera, Mutter der Fische                                   | Roscher 5,442-447. Diodor 5,55.                                  |
| Thalatta            | Θάλαττα             | siehe Thalassa, Göttin des Mittelmeers                                                                             |                                                                  |
| Thalestris          | Θάληστρις           | Königin der Amazonen, die letzte, traf mit Alexander zusammen                                                      | Roscher 5,458. Diodor 17,77.                                     |
| Thalia              | Θάλεια              | Charite (Grazien), „üppig gewachsen“, nebst Euphrosyne, Aglaia                                                     | Roscher 5,458.                                                   |
| Thalia              | Θάλεια              | Muse der komischen Dichtung und der Unterhaltung, „blühendes Glück“                                                | Roscher 5,458.                                                   |
| Thallo              | Θαλλώ               | Hore, „Hervorsprießen der Natur“, Tochter von Zeus und Themis                                                      | Roscher 5,458. Hyginus: Fabulae 183.                             |
| Thalpios            | Θάλπιος             | Sohn des Eurytos, Freier der Helena, Anführer der Epeier gegen Troja                                               | Roscher 5,463. Homer: Ilias 2,618.                               |
| Thamyris            | Θαμύρας, Θάμυρις    | Dichter und Kithara-Spieler, Sohn des Philammon, der die Musen herausfordert                                       | Roscher 5,464-481. Homer: Ilias 2,594.                           |
| Thanatos            | Θάνατος             | Totengott und Daimon, Sohn der Nyx, wohnt dort, wo sich Nacht und Tag begegnen                                     | Roscher 5,481-527. Homer: Odyssee 13,79.                         |
| Thasos              | Θάσος               | Sohn des phönizischen Königs Agenor, gründet eine Kolonie, Vater des Galepsos                                      | Roscher 5,531 (1). Stephanos von Byzanz sv.                      |
| Thasos              | Θάσος               | Sohn des Phoinix                                                                                                   | Roscher 5,531 (2). Herodot: Historien 6,47.                      |
| Thasos              | Θάσος               | Sohn des Poseidon                                                                                                  | Roscher 5,531 (3). Bibliotheke des Apollodor 1,1,4.              |
| Thasos              | Θάσος               | Sohn des Kilix | Roscher 5,531 (4).                                               |
| Thaumas             | Θαύμας              | Meeresgott, Sohn von Pontos und Gaia, mit Elektra Vater der Harpyien und der Iris                                  | Roscher 5,535 (1).                                               |
| Thaumas             | θαύμας              | Kentaur, in der Kentauromachie kann er fliehen                                                                     | Roscher 5,535 (2).                                               |
| Thea                | Θέα                 | siehe Theia, eine Titanide                                                                                         | Roscher 5,536 (1).                                               |
| Theano              | Θεανώ               | Danaide, eine von fast 50, die den Bräutigam Phantes erdolcht                                                      | Roscher 5,548 (2). Bibliotheke des Apollodor 2,1,5.              |
| Thebe               | Θήβη                | Tochter von Prometheus und einer Nymphe, Namensgeberin für Theben                                                  | Roscher 5,552 (1a). Herodian 1,309,7.                            |
| Thebe               | Θήβη                | Tochter von Asopos und Metope, Gattin des Zethos, der Theben eroberte                                              | Roscher 5,552 (1d). Pindar: Olympia 6,84.                        |
| Thebe               | Θήβη                | Tochter des Adramys, Gattin des Herakles, Namensgeberin für Theben in Kilikien                                     | Roscher 5,554 (2a). FHG: Fragmenta 2,238.                        |
| Thebe               | Θήβη                | Tochter des Kilix, Gattin des Korybas, eines Sohnes der Kybele und des Iasion                                      | Roscher 5,554 (2b). Diodor 5,49,3.                               |
| Theia               | Θεία                | Titanide, Tochter von Gaia und Uranos, Mutter von Helios, Selene, Eos                                              | Roscher 5,555 (1). Hesiod: Theogonie 135.                        |
| Theiodamas          | Θειοδάμας           | Vater des Hylas, von Herakles erschlagen, der Rind und Sohn stahl                                                  | Roscher 5,556-566 (1). Apollonios: Argonautika 1,1216.           |
| Theiodamas          | Θειοδάμας           | Gatte der Neaira, Vater des Dresaios, der für Troja kämpfte                                                        | Roscher 5,566 (2). Quintus von Smyrna: Posthom 1,292.            |
| Theiodamas          | Θειοδάμας           | Sohn des Priamos in Troja, der Orpheus begegnet                                                                    | Roscher 5,566 (3). Orpheus: Lithika 94.                          |
| Theiodamas          | Θειοδάμας           | siehe Theodamas, ein Gigant                                                                                        | Roscher 5,566 (4). Hyginus: Fabulae 10,11.                       |
| Thelphusa           | Θέλφουσα            | siehe Thelpusa, eine Najade                                                                                        |                                                                  |
| Thelpusa            | Θέλπουσα, Τέλφουσα  | Najade in Arkadien, Tochter des Flussgottes Ladon, nach ihr die Stadt Thelphusa                                    | Roscher 5,568.                                                   |
| Thelxion            | Θελξίων             | König von Sikyon, Sohn des Apis, Vater des Aigydros                                                                | Roscher 5,569 (a). Pausanias 2,5,7.                              |
| Thelxion            | Θελξίων             | Sohn des Europs, Gefährte des Telchin, mordet den Apis, Sohn des Phoroneus                                         | Roscher 5,569 (b). Tzetzes, Scholion: Lykophron 177.             |
| Themis              | Θέμις               | Göttin der Gerechtigkeit, Ordnung, Philosophie, Tochter von Uranos und Gaia                                        | Roscher 5,570-606. Pindar: Pythia 9,75.                          |
| Themisto            | Θεμιστώ             | Tochter des Lapithen Hypseus, dritte Frau des König Athamas, Mutter des Leukon                                     | Roscher 5,606-609 (1). Scholion, Pindar: Pythia 9,31.            |
| Theobule            | Θεοβούλη            | Gattin des Lykos, Mutter der Heerführer Prothoënor und Arkesilaos gegen Troja                                      | Roscher 5,610 (1). Hyginus: Fabulae 97.                          |
| Theodamas           | Θεοδάμας, Θειοδάμας | Gigant, Sohn von Tartaros und Gaia, versucht, die Olympier zu stürzen                                              | Roscher 5,566 (4). Hyginus: Fabulae 10,11.                       |
| Theoi Meilichioi    | Θεοί μειλίχιοι      | anonyme Gottheiten in Lokris und Theben in Thessalien mit nächtlichem Orakel                                       | Pausanias 10,38,8.                                               |
| Theoklytos          | Θεόκλυτος           | dritter Karneenpriester, der über Sikyon regierte, „der Gott um Erhöhung anfleht“                                  |                                                                  |
| Theonomos           | Θεόνομος            | fünfter Karneenpriester, der über Sikyon regierte, „Gottesordnung“                                                 |                                                                  |
| Therandros          | θέρανδρος           | Lapithe, Teilnehmer der Kentauromachie, Name auf der Françoisvase                                                  | Roscher 5,639.                                                   |
| Theras              | Θήρας               | Sohn des Königs Autesion in Theben, Vormund von Eurysthenes und Prokles                                            | Roscher 5,640-652. Herodot: Historien 4,147.                     |
| Thereus             | Θηρεύς              | Kentaur | Roscher 5,654. Diodor 4, 12, 7. Ovid: Metamorphosen 12, 350–354. |
| Thersandros         | Θέρσανδρος          | Sohn des Sisyphos, Vater von Proitos, Koronos und Haliartos                                                        | Roscher 5,662 (2). Pausanias 9,34.                               |
| Thersandros         | Θέρσανδρος          | König in Theben, Sohn von Polyneikes und Argeia, Epigone, Gatte der Demonassa                                      | Roscher 5,662 (3). Pindar: Olympia 2,76.                         |
| Thersandros         | Θέρσανδρος          | Gatte der Arethusa, aus Kreta, Vater des Hyllos                                                                    | Roscher 5,664 (4). Quintus von Smyrna: Posthom 10,80.            |
| Thersandros         | Θέρσανδρος          | Sohn des Agamedides, Vater der Lathria und der Anaxandra                                                           | Roscher 5,664 (5). Pausanias 3,16,6.                             |
| Thersites           | Θερσίτης            | hässlicher, schmähsüchtiger Grieche im Krieg gegen Troja, erfolgloser Demagoge                                     | Roscher 5,665-675. Homer: Ilias 2,211.                           |
| Theseus             | Θησέας              | König von Athen, Argonaut, Kalydonischer Jäger, überwindet Minotaurus                                              | Roscher 5,678-760. Plutarch: Theseus 3.                          |
| Thespiaden          | Θεσπιάδες           | die 50 Töchter des Thespios, die Herakles je einen Sohn gebaren                                                    | Roscher 5,765 (2). Diodor 4,29.                                  |
| Thespios            | Θέσπιος             | König von Thespiai, Sohn von Erechtheus und Praxithea, Vater der Thespiaden                                        | Roscher 5,770-775. Pausanias 9,26,6.                             |
| Thestios            | Θέστιος             | König von Pleuron in Aiolis, Sohn von Ares und Demonike, Gatte der Eurythemis                                      | Roscher 5,779-781 (1). Strabon: geographica 10,461.              |
| Thestor             | Θέστωρ              | Seher, Sohn von Apollon und Laothoe, ein Argonaut, Vater der Leukippe                                              | Roscher 5,782 (1). Hyginus: Fabulae 190.                         |
| Thestros            |                     | König von Argos, Sohn des Maron, Vater des Akoos                                                                   | Diodor 7,17.                                                     |
| Thetis              | Θέτις               | Nereide, mit Peleus Mutter des Achill, zur Hochzeit ist Eris nicht eingeladen                                      | Roscher 5,785-799. Hesiod: Theogonie 240.                        |
| Thisbe              | Θίσϐη               | Geliebte des Pyramos in Babylon, wegen Feindschaft der Eltern getrennt                                             | Roscher 5,801. Ovid: Metamorphosen 4,55.                         |
| Thoas               | Θόας                | König von Lemnos, Sohn von Dionysos und Ariadne, Vater der Hypsipyle                                               | Roscher 5,803-808 (1a). Apollonios: Argonautika 4,424.           |
| Thoas               | Θόας                | siehe Deipylos, Sohn des Iason                                                                                     | Roscher 5,808-814 (1b).                                          |
| Thoas               | Θόας                | König von Tauris auf Halbinsel Krim, Sohn des Borysthenes, Iphigenie ist Priesterin                                | Roscher 5,814-818 (1c). Antoninus Liberalis 27.                  |
| Thoas               | Θόας                | König der Aitolier, Sohn des Andraimon, Vater des Haimon, kämpft gegen Troja                                       | Roscher 5,818-820 (2). Homer: Ilias 2,638.                       |
| Thoas               | Θόας                | König von Korinth, Sohn des Ornytion, Bruder des Phokos, Vater des Damophon                                        | Roscher 5,820 (3). Pausanias 2,3,4.                              |
| Thoas               | Θόας                | Sohn von Ikarios und Periboia, Bruder der Penelope                                                                 | Roscher 5,821 (4). Bibliotheke des Apollodor 3,10,6.             |
| Thoas               | Θόας                | Freier der Penelope, aus Dulichion in Akarnanien                                                                   | Roscher 5,822 (8).                                               |
| Thoon               | Θόων                | Gigant, Sohn von Gaia und Blut des Uranos                                                                          | Roscher 5,823 (1). Bibliotheke des Apollodor 1,6,2.              |
| Thoon               | Θόων                | Trojaner, Sohn des Phainops, Bruder des Xanthos                                                                    | Roscher 5,823 (4a). Homer: Ilias 5,152.                          |
| Thoon               | Θόων                | Lykier, kämpft für Troja                                                                                           | Roscher 5,823 (4b). Homer: Ilias 11,422.                         |
| Thoon               | Θόων                | Trojaner, der von Antilochos getötet wird                                                                          | Roscher 5,823 (4c). Homer: Ilias 13,545.                         |
| Thoon               | Θόων                | Sohn von Ikarios und Asterodeia                                                                                    | Roscher 5,823 (5). Homer: Odyssee 8,113.                         |
| Thoosa              | Θόωσα               | Nymphe des Meeres, Tochter des Phorkys, Mutter des Kyklopen Polyphem                                               | Roscher 5,823 (1). Homer: Odyssee 1,71.                          |
| Thrassa             | Θρασσα              | Nymphe, Tochter von Ares und Nymphe Tereine, Mutter der Polyphonte                                                 | Roscher 5,865 (1). Antoninus Liberalis 21.                       |
| Thrasyllos          |                     | von Eurydamas getötet                                                                                              |                                                                  |
| Thrasymedes         | Θρασυμήδης          | Sohn des Nestor, Bruder des Antilochos, kämpft gegen Troja                                                         | Roscher 5,865 (1). Dictys Cretensis 1,13.                        |
| Thrien              | Θριαί               | drei Bergnymphen, die am Parnass leben, weissagen mit Kieselsteinen                                                | Roscher 5,866-872. Etymologicum magnum 455,34.                   |
| Thurimachos         | Θουρίμαχος          | König von Sikyon, Sohn des Aigydros, Vater des Leukippos                                                           | Roscher 5,911. Pausanias 2,5,5.                                  |
| Thyestes            | Θυέστης             | König von Mykene, Sohn von Pelops und Hippodameia, Vater von Pelopeia                                              | Roscher 5,912-914. Homer: Ilias 2,106.                           |
| Thyia               | Θυία                | Najade und Winddämonin, begründet den Dionysoskult in Delphi                                                       | Roscher 5,914 (2a). Pausanias 10,6,4.                            |
| Thyia               | Θυία                | Tochter von Deukalion und Pyrrha, mit Zeus Mutter von Magnes und Makedon                                           | Roscher 5,914 (2b). Eustathios: Kommentar Dionysios 427.         |
| Thyme               | Θυμηδία             | siehe Thymedia, eine Mainade                                                                                       | Roscher 5,924. Gruppe: Griechische Mythologie 1070,5.            |
| Thymedia            | Θυμηδία             | Mainade, Begleiterin der dionysischen Züge, Personifikation des Rauchopfers                                        | Roscher 5,925. LIMC 8,23.                                        |
| Thymoites           | Θυμοίτης            | König von Attika, Sohn von Oxyntes und Phyllis, Bruder des Apheidas                                                | Roscher 5,925 (4). Pausanias 2,18,9.                             |
| Thynnaros           | Θύνναρος            | Gründungsheros der phrygischen Stadt Synnada                                                                       | Roscher 5,926. LIMC 8,24.                                        |
| Thyone              | Θυώνη               | auch Semele genannt, mit Zeus Mutter des Dionysos                                                                  | Roscher 5,926-929. Ovid: Metamorphosen 4,13.                     |
| Thyreus             | Θυρεύς              | Sohn von Oineus und Althaia, Bruder von Meleagros und Deïaneira                                                    | Roscher 5,929. Bibliotheke des Apollodor 1,8,1.                  |
| Tiasa               | Τίασα               | Najade, bei Amyklai, Tochter des Flussgottes Eurotas                                                               | Roscher 5,930. Pausanias 3,18,6.                                 |
| Tiphys              | Τῖφυς               | Sohn von Hyrmine und Phorbas, Argonaut, steuert die Argo bei den Symplegaden                                       | Roscher 5,974-980 (1). Apollonios: Argonautika 1,105.            |
| Tisamenos           | Τισαμενός           | König von Sparta, Argos und Mykene, Sohn von Orestes und Hermione                                                  | Roscher 5,984 (1). Eustathios: Kommentar Odyssee 1479,10.        |
| Tisamenos           | Τισαμενός           | König von Theben, Sohn des Thersandros, Vater des Autesion                                                         | Roscher 5,985-987 (2). Pausanias 9,15,5.                         |
| Tisandros           | Τίσανδρος           | Sohn von Iason und Medea, jüngster, Bruder von Thessalos und Alkimenes                                             | Roscher 5,987. Diodor 4,54,1.                                    |
| Tisiphone           | Τισιφόνη            | Tochter von Alkmaion und Manto, ihre Schönheit macht Merope eifersüchtig                                           | Roscher 5,987. Bibliotheke des Apollodor 3,7,7.                  |
| Titanen             | Τιτάνες             | Riesen in Menschengestalt, von Gaia und Uranos, beherrschen die Goldene Ära                                        | Roscher 5,987-1019. Hesiod: Theogonie 851.                       |
| Tithonos            | Τιθωνός             | Sohn des Laomedon, mit Eos Vater des Memnon, erhält ewiges Leben                                                   | Roscher 5,1021-1029. Homer: Ilias 20,237.                        |
| Tityos              | Τιτυός              | Riese von Euböa, der Leto bedrängt, im Tartaros verbannt                                                           | Roscher 5,1033-1055. Strabon: geographica 9,423.                 |
| Tlepolemos          | Τληπόλεμος          | Sohn von Herakles, flieht nach Rhodos, Gatte der Polyxo, kämpft gegen Troja                                        | Roscher 5,1057-1061 (1). Homer: Ilias 2,653.                     |
| Tmolos              | Τμῶλος              | Gott des Gebirges Boz Dağı, Gatte der Omphale, mit Pluto Vater des Tantalos                                        | Roscher 5,1064 (b). Bibliotheke des Apollodor 2,6,3.             |
| Toxeus              | Τοξεύς              | Sohn von Eurytos und Antiope in Oichalia                                                                           | Roscher 5,1087 (1). Homer: Ilias 2,596.                          |
| Toxeus              | Τοξεύς              | Sohn von König Oineus und Althaia, vom Vater getötet                                                               | Roscher 5,1087 (2). Antoninus Liberalis 2.                       |
| Toxeus              | Τοξεύς              | Sohn des Thestios, nach der kalydonischen Jagd von Meleagros getötet                                               | Roscher 5,1088 (3). Ovid: Metamorphosen 8,439.                   |
| Tragasos            | Τράγασος            | Vater der Phylonome (oder Philomene bzw. Philomenia), der zweiten Frau des Königs von Kolonai, Kyknos              |                                                                  |
| Triopas             | Τριόπας             | Sohn von Poseidon und Kanake, Thessalier, Bruder des Aloeus                                                        | Roscher 5,1118-1125. Bibliotheke des Apollodor 1,7,4,2.          |
| Triopas             | Τριόπας             | König von Argos, Sohn von Phorbas und Euböa, Vater des Iasos                                                       | Pausanias 1,14,2.                                                |
| Triptolemos         | Τριπτόλεμος         | Gott von Ackerbau und Kultur, Heros der Eleusinischen Mysterien                                                    | Roscher 5,1128-1140. Diodor 5,68,1.                              |
| Triton              | Τρίτων              | Meergott, Mischwesen Mensch-Pferd-Delphin, Sohn von Poseidon und Amphitrite                                        | Roscher 5,1150-1207. Hesiod: Theogonie 930.                      |
| Troilos             | Τρωίλος             | Sohn von Priamos und Hekabe, von Achill im Heiligtum des Apollon getötet                                           | Roscher 5,1215-1230 (2). Bibliotheke des Apollodor 3,12,5,7.     |
| Trophonios          | Τροφώνιος           | Heros des Ernährens, Sohn des Erginos, Bruder des Agamedes                                                         | Roscher 5,1265-1278. Pausanias 9,39,5.                           |
| Tros                | Τρώς                | König von Troja, Sohn von Erichthonios, mit Kallirrhoë Vater von Ganymed                                           | Roscher 5,1279 (1). Konon: Diegeseis 12.                         |
| Tyche               | Τύχη                | Göttin des Schicksals, mit Füllhorn, Flügel, Steuerruder, römisch Fortuna                                          | Roscher 5,1309-1380. Pindar: Olympia 12.                         |
| Tydeus              | Τυδεύς              | Sohn des Königs Oineus, einer der Sieben gegen Theben, Vater von Diomedes                                          | Roscher 5,1388-1404. Sophokles: Ödipus Kolonos 1315.             |
| Tyndareos           | Τυνδάρεως           | König von Sparta, Sohn des Oibalos, Vater von Kastor, Klytaimnestra, Helena                                        | Roscher 5,1406-1424. Hesiod: Fragment 94,38.                     |
| Typhaon             | Τυφάων              | das ist Typhon, ein Riese                                                                                          | Roscher 5,1426. Hesiod: Theogonie 306.                           |
| Typhoeus            | Τυφωεύς             | das ist Typhon, ein Riese                                                                                          | Roscher 5,1426.                                                  |
| Typhon              | Τυφῶν               | Riese, Sohn von Gaia und Tartaros, rächt Titanen, Vater von Kerberos, Hydra                                        | Roscher 5,1426-1454. Homer: Ilias 2,782.                         |
| Tyro                | Τυρώ                | Tochter von König Salmoneus und Alkidike, liebt den Enipeus, Gattin des Kretheus                                   | Roscher 5,1458. Homer: Odyssee 2,120.                            |
| Tyrrhenos           | Τυρρηνός            | Sohn des lydischen Königs Atys, Stammvater der Etrusker                                                            | Roscher 5,1467 (1a). Dionysios von Halikarnassos 1,27.           |